# 1680
1680 (MDCLXXX) a fost un an bisect al calendarului gregorian, care a început într-o zi de sâmbătă.

## Nașteri
- 29 mai: Ferdinand Albert al II-lea, Duce de Brunswick-Lüneburg (d. 1735)

## Decese
- 23 martie: Nicolas Fouquet, 65 ani, om de stat francez, ministru de finanțe (n. 1615)
- 22 august: Johann Georg al II-lea, Elector de Saxonia, 67 ani (n. 1613)